# Stroker Ace (Band)
Stroker Ace ist eine deutsche Hard-Rock-Band aus Adelmannsfelden.

## Geschichte
Stroker Ace wurde Anfang 2006 von Marco „Mo“ Riek (Gitarre), Julian „Julez“ Wiedenhöfer (Gesang, Gitarre) und seinen Cousins Benedikt Stegmeier (Schlagzeug, Gesang) und Gunter Stegmeier (Bass) gegründet. Zuvor spielten die vier gemeinsam in der Punkrockband „The Punk-Flash“, die von 2004 bis Mitte 2005 auf lokalen Bühnen unterwegs war. Danach beschloss man, unter neuem Namen in die Hard-Rock-Schiene zu wechseln. Nach einer halbjährigen Songwriting- und Studio-Phase fand am 21. Januar 2006 das erste Konzert unter dem Namen Stroker Ace statt. Am 20. April folgte das Debüt-Album Able To Rock…, das in Eigenregie veröffentlicht wurde. Im Mai folgte dann eine Support-Show für die deutsche Band Silbermond.
Ende 2006 spielten Stroker Ace bei einem regionalen Bandwettbewerb und gingen als Sieger hervor. Im Januar 2007 begaben sich die vier ins Studio, um eine Single aufzunehmen. Diese wurde dann schließlich auf dem Stuttgarter Indie-Label 24-27 Records veröffentlicht. Über 24-27 Records wurde auch das im Herbst 2007 aufgenommene Album Live To Be An Ace am 26. Januar 2008 weltweit veröffentlicht. Es folgte die MABESA Promo Tour, zusammen mit einer anderen Band desselben Labels. Kurz darauf gab die Band bekannt, Schlagzeuger Bene Stegmeier habe die Band verlassen. Die Position am Schlagzeug übernahm fortan Armin Kohler. Anfang März wurde auf der Website Konstantin Reber als neuer Bassist bestätigt. Mittlerweile wurde auch der Vertrag mit 24-27 Records wegen unterschiedlichen Vorstellungen gekündigt. 
Aufgrund der neuen Besetzung beschloss man, im Januar 2009 nach Hannover zu Herman Frank (Gitarrist bei Accept, Victory, Moon Doc etc.) in dessen Studio zu gehen, um die 3-Song-EP Fuckin' Classic Hard Rock aufzunehmen. Die EP wurde dann am 19. April 2009 wieder in Eigenregie veröffentlicht und fand in der Undergroundszene einen großen Absatz. Gegen Mitte 2009 gab die Band einen erneuten Besetzungswechsel bekannt. Bassist Konstantin Reber verließ die Band und wurde durch Timo „Jim“ Heide, der zuvor schon als Ersatzbassist in der Band tätig gewesen war, ersetzt. Zum Jahreswechsel 2010/2011 waren Stroker Ace mit Musikproduzent Frank Tienemann in Kirchlengern (nahe Bielefeld) im Studio. Das Album Hit The Gas erschien am 5. Oktober 2012.

## Diskografie
Alben
- 2006: Able to Rock...
- 2008: Live to be an Ace (24-27 Records)
- 2012: Hit The Gas

EPs
- 2007: Go Out Of My Way (24-27 Records)
- 2009: Fuckin' Classic Hard Rock